# W słusznej sprawie
W słusznej sprawie (ang. Just Cause) – amerykański film kryminalny z 1995 roku w reżyserii Arnego Glimchera, wyprodukowany przez wytwórnię Warner Bros., Fountainbridge Films i Lee Rich Productions. Główne role w filmie zagrali Sean Connery i Laurence Fishburne.
Premiera filmu odbyła się 17 lutego 1995 w Stanach Zjednoczonych.

## Opis fabuły
Bobby Earl Ferguson (Blair Underwood), który został skazany na śmierć czeka na egzekucję. Mężczyzna prosi o pomoc profesora prawa Paula Armstronga (Sean Connery). Ten, badając przebieg procesu, odkrywa wiele błędów. Nabiera pewności, że morderstwa dokonał Blair Sullivan (Ed Harris). Paul ma jednak mało czasu, by tego dowieść, gdyż detektyw Tanny Brown (Laurence Fishburne) domaga się wykonania wyroku.

## Obsada
- Sean Connery jako Paul Armstrong
- Laurence Fishburne jako detektyw Tanny Brown
- Kate Capshaw jako Laurie Prentiss Armstrong
- Blair Underwood jako Bobby Earl Ferguson
- Ed Harris jako  Blair Sullivan
- Christopher Murray jako detektyw T. J. Wilcox
- Ruby Dee jako Evangeline
- Scarlett Johansson jako Katie Armstrong
- Daniel J. Travanti jako Warden
- Ned Beatty jako McNair
- Kevin McCarthy jako Phil Prentiss

i inni.

## Produkcja
Zdjęcia do filmu kręcono w Fort Myers, Miami, Gainesville, Miami Beach w stanie Floryda, Cambridge w stanie Massachusetts w Stanach Zjednoczonych i w Iver w Anglii w Wielkiej Brytanii, natomiast okres zdjęciowy trwał od 16 maja do 2 sierpnia 1994 roku.

## Odbiór

### Krytyka w mediach
Film W słusznej sprawie spotkał się z negatywnymi recenzjami od krytyków. W serwisie Rotten Tomatoes średnia ocen filmu wyniosła 25% ze średnią oceną 6,4 na 10.